# Морс Пекам
Морс Пекам (на английски: Morse Peckham) е американски литературен историк и теоретик. Изследовател на Романтизма.

## Биография
Роден е през 1914 г. в Йонкърс, щата Ню Йорк. Между 1950 и 1966 г. преподава в Пенсилванския университет, а между 1967 и 1983 г. в Университета на Южна Каролина.
През 1959 г. е редактор на академичното издание на Дарвиновата книга „Произход на видовете“.
Теорията му за Романтизма за първи път е развита в труда му „Beyond the Tragic Vision: The quest for Identity in the Nineteenth Century“.
Умира през 1993 г.

## Цитати
- „Единственият начин да се подрие идеологията, както го откриват романтиците, е чрез произволността на поведението.“[3]